# Фузілі
Фузілі (італ. fusilli — «маленькі спіральки») — різновид локшини, класичні італійські макаронні вироби з твердих сортів пшениці. Фузілі — це довгі стрічки, закручені у спіраль шириною 0,65–1 см і довжиною до 7 см, в США часто називають ротіні (rotini).
Для разноманітності фузілі забарвлюють в різні кольори, наприклад, зелений (екстрат шпинату) або червоний (екстрат буряка).